# برایان کروین
برایان کروین (انگلیسی: Brian Kerwin؛ زادهٔ ۲۵ اکتبر ۱۹۴۹) یک بازیگر سینما، و هنرپیشه اهل ایالات متحده آمریکا است. وی از سال ۱۹۷۶ میلادی تاکنون مشغول فعالیت بوده‌است.

## گزیده فیلمشناسی
از فیلم‌ها یا برنامه‌های تلویزیونی که وی در آن نقش داشته‌است می‌توان به آثار زیر اشاره کرد.
- عشق مورفی (۱۹۸۵)
- زندگی کینگ کونگ (۱۹۸۶)
- روزان (۱۹۹۰)
- لاو فیلد (۱۹۹۲)
- جویندگان طلا (۱۹۹۵)
- جک (۱۹۹۶)
- دفتر خاطرات عزیزم (۱۹۹۶)
- آقای حسادت (۱۹۹۶)
- افسانه اثر انگشت‌ها (۱۹۹۷)
- گدایان و انتخاب‌کنندگان (۱۹۹۹–۲۰۰۱)
- فریژر (۲۰۰۱)
- بال غربی (مجموعه تلویزیونی) (۲۰۰۴)
- بوستون لیگال (۲۰۰۴)
- متوسط (مجموعه تلویزیونی) (۲۰۰۵)
- آناتومی گری (مجموعه تلویزیونی) (۲۰۰۵)
- جراحی پلاستیک (مجموعه تلویزیونی) (۲۰۰۵)
- کدبانوهای وامانده (۲۰۰۶)
- عشق بزرگ (۲۰۰۷)
- آگوست: اوسیج کانتی (۲۰۰۷)
- ۲۷ دست لباس (۲۰۰۸)
- خدمتکاران (۲۰۱۱)